# Texas Industries
Texas Industries est un groupe américain de matériaux de construction, principalement ciment, granulat et béton. Son siège est situé à Dallas, au Texas.